# All in the Family
All in the Family (Todo en familia en España y Mi familia en Hispanoamérica) fue una comedia de situación que se emitió desde el 12 de enero de 1971 hasta 1979 en CBS, con una secuela (bajo el título de Archie Bunker's Place) emitida entre 1979 y 1983.
Creada y producida por Norman Lear (basándose en la serie británica 'Til Death Us Do Part) y protagonizada por Carroll O'Connor, Jean Stapleton, Sally Struthers y Rob Reiner, la serie mostró temas que en ese tiempo no se consideraban apropiados para la televisión. La serie se convirtió en uno de los programas de comedia más influyentes de la televisión, ya que inyectó al formato de comedia momentos más dramáticos y conflictos de actualidad realistas. Entre las temporadas de 1971-72 y 1975-76, Todo en familia fue el programa de televisión más visto en los Estados Unidos. Durante el resto de sus temporadas (exceptuando la primera) se mantuvo entre los veinte programas de mayor audiencia. Su marca de cinco años como el programa más popular de Norteamérica fue alcanzada por The Cosby Show (1984-1993), el cual alcanzó tal récord entre las temporadas de 1985-86 y 1989-90, y luego superado por American Idol, el cual ha sido el programa con más televidentes en los EE.UU. desde 2004.
La revista TV Guide nombró a la serie como la cuarta mejor en la historia de la televisión estadounidense (solo detrás de Seinfeld, I Love Lucy y The Honeymooners), y su protagonista "Archie Bunker" es considerado como el mejor personaje en la historia del mismo medio.
All in the Family suele considerarse en Estados Unidos como una de las mejores series de televisión de la historia. La serie pronto se convirtió en el programa más visto en Estados Unidos durante las reposiciones veraniegas de la primera temporada, y posteriormente ocupó el primer puesto en los  índices de audiencia de Nielsen anuales de 1971 a 1976.  Se convirtió en la primera serie de televisión en alcanzar el hito de haber encabezado los índices de audiencia de Nielsen durante cinco años consecutivos. El episodio "La visita de Sammy" ocupó el puesto número 13 en TV Guide's 100 Greatest Episodes of All Time. TV Guide's 50 Greatest TV Shows of All Time clasificó All in the Family como número cuatro. Bravotambién nombró al protagonista de la serie, Archie Bunker, el mejor personaje televisivo de todos los tiempos. En 2013, el Writers Guild of America clasificó All in the Family como la cuarta serie de televisión mejor escrita de la historia. 

## Sinopsis

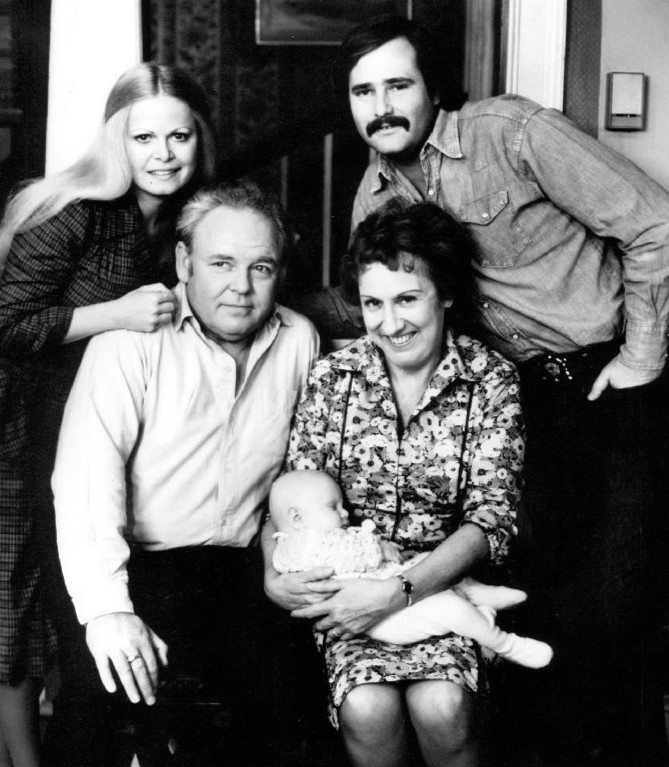
Elenco de All in the Family (1976). De izquierda a derecha y de arriba hacia abajo: Gloria (Sally Struthers), Michael (Rob Reiner), Archie (Carroll O'Connor), Edith (Jean Stapleton), y el bebé que personificaba a Joey, nieto de Archie y Edith.

La comedia se centra en el excombatiente de la II Guerra Mundial Archie Bunker (interpretado por Carroll O'Connor), quien prácticamente no tolera a nadie que no sea un "blanco anglosajón protestante" heterosexual y políticamente conservador, o con cualquiera inconforme con su visión del mundo, usualmente respondiendo a verdades incómodas soltando una pedorreta o trompetilla (con la lengua). Sin embargo su tenacidad terminaba por destruir sus propios argumentos llenos de malapropismos. Por otra parte, estaba su esposa Edith (interpretada por Jean Stapleton), bastante más comprensiva, aunque a veces terminaba defendiendo a su marido. A pesar del trato que usualmente recibía Edith de parte de Archie y las diferencias que tenían, en varias ocasiones se muestra que ambos se querían profundamente. 
Archie y Edith tenían una hija llamada Gloria (interpretada por Sally Struthers), quien estaba casada con Michael Stivic (interpretado por Rob Reiner), cuya mentalidad estaba basada en la contracultura "hippie" de finales de los años 1960, por lo que se enfrentaba constantemente con Archie (quien lo llamaba "Meathead"). Durante la mayor parte de la serie, Gloria y Michael vivieron en la residencia Bunker para ahorrar dinero, lo que dio pie para que Archie y Mike se enfrentaran entre sí. 
A finales de la temporada 1974-5, Michael se gradúa y se muda con Gloria a la que resulta ser la casa de junto (la cual era anteriormente propiedad de George Jefferson (interpretado por Sherman Hemsley), quien se había mudado al centro de Manhattan. Jefferson sería desde la temporada posterior el personaje principal de la serie derivada Los Jefferson, el cual sería emitido hasta 1985. En adición a esto, Archie periódicamente aludía a la ascendencia polaca de Mike (aunque en el piloto él era irlandés), refiriéndose a él como "un tonto polaco".
La serie está ambientada en Astoria, un barrio de Queens, y la mayoría de las escenas tienen lugar en la casa de los Bunkers, en el 704 de la calle Hauser. Ocasionalmente, las escenas tienen lugar en otros lugares, especialmente durante las últimas temporadas, como el Kelsey's Bar, una taberna del barrio en la que Archie pasa mucho tiempo y que finalmente compra, y la casa de los Stivic después de que Mike y Gloria se muden.
Los personajes secundarios representan los cambios demográficos del barrio, especialmente los Jefferson, una familia negra que vive en la casa de al lado en las primeras temporadas y que abandonó la zona para mudarse al Upper East Side de Manhattan después de que George (el marido) hiciera una fortuna con su negocio de limpieza en seco. Los Jefferson alquilaron entonces su casa a Gloria y Mike.

## Personajes principales
- Carroll O'Connor como Archie Bunker: Frecuentemente llamado un "adorable fanático", Archie era un trabajador de cuello azul asertivamente prejuicioso. Veterano de la Segunda Guerra Mundial, Archie añora tiempos mejores en los que la gente que compartía su punto de vista estaba al mando, como demuestra el nostálgico tema "Those Were the Days" (también el título original de la serie). A pesar de su fanatismo, se le retrata como alguien cariñoso y decente, así como un hombre que simplemente se esfuerza por adaptarse a un mundo en constante cambio, más que alguien motivado por un racismo odioso o por prejuicios. Su ignorancia y terquedad parecen hacer que sus argumentos llenos de malapropismos se autodestruyan. A menudo rechaza las verdades incómodas con soplar una frambuesa. El antiguo actor infantil Mickey Rooney fue la primera opción de Lear para interpretar a Archie, pero Rooney declinó la oferta debido al fuerte potencial de controversia y, en opinión de Rooney, a las escasas posibilidades de éxito.
- Jean Stapleton como Edith Bunker, de soltera Baines: Edith es la esposa de Archie, tonta pero de buen corazón. Archie le dice a menudo que se "reprima" y la llama "dingbat", y aunque Edith generalmente se somete a la autoridad de su marido y soporta sus insultos, en las raras ocasiones en que Edith toma partido, demuestra tener una sabiduría sencilla pero profunda.[11] A pesar de sus diferentes personalidades, se aman profundamente.  Stapleton desarrolló la voz distintiva de Edith.[12] Stapleton permaneció en el programa durante la serie original, pero decidió abandonarlo en ese momento. Durante la primera temporada de Archie Bunker's Place, Edith apareció en cinco de los primeros catorce episodios como invitada. Después de ese momento, se escribió que Edith había sufrido un derrame cerebral y que había muerto fuera de la cámara, dejando a Archie que lidiara con la muerte de su querido "dingbat". Stapleton apareció en todos los episodios de All in the Family menos en cuatro. En el primer episodio de la serie, Edith es retratada como menos dingbat e incluso se refiere sarcásticamente a su marido como "Sr. Religión, aquí ..." después de que vuelvan a casa de la iglesia, algo que no se esperaría que su personaje dijera más tarde.
- Sally Struthers como Gloria Stivic, de soltera Bunker: La hija de los Bunker en edad universitaria que está casada con Michael Stivic. Tiene el carácter generalmente amable de su madre, pero la terquedad de su padre, que al principio de la serie se manifiesta como infantilismo, más tarde como un feminismo más maduro. Gloria intenta con frecuencia mediar entre su padre y su marido, poniéndose generalmente del lado de este último. Los papeles de la hija y el yerno de los Bunkers (entonces llamado "Dickie") fueron inicialmente para Candice Azzara y Chip Oliver. Después de ver el piloto de la serie, ABC solicitó un segundo piloto expresando su insatisfacción con ambos actores. Más tarde, Lear reconstruyó los papeles de Gloria y Dickie con Struthers y Reiner. Penny Marshall (la esposa de Reiner, con quien se casó en abril de 1971, poco después de comenzar el programa) también fue considerada para el papel de Gloria. Durante las primeras temporadas del programa, se sabía que Struthers estaba descontenta con lo estático de su papel y, en 1974, demandó para librarse de su contrato.  Pero el personaje se desarrolló más, lo que la satisfizo.[13] Struthers apareció en 157 de los 202 episodios durante las primeras ocho temporadas, desde el 12 de enero de 1971 hasta el 19 de marzo de 1978. Más tarde retomó el papel en la serie derivada Gloria, que duró una temporada en 1982-1983.
- Rob Reiner como Michael "Meathead" Stivic: El polaco-americano de Gloria hippie marido de Gloria forma parte de la contracultura de los años 60. Aunque tiene buen corazón y buenas intenciones, discute constantemente con Archie y es igual de testarudo, aunque sus puntos de vista morales se presentan generalmente como más éticos y su lógica algo más sólida. Es la persona más culta de la casa, lo que le confiere una arrogancia segura de sí mismo, y a pesar de su creencia intelectual en los valores sociales progresistas, tiende a esperar que Gloria se someta a él como su marido. Como se comenta en las retrospectivas de All in the Family, Richard Dreyfuss buscó el papel, pero Norman Lear acabó eligiendo a Reiner. Harrison Ford rechazó el papel, citando la intolerancia de Archie Bunker.  Reiner apareció en 174 de los 202 episodios de la serie durante las primeras ocho temporadas, desde el 12 de enero de 1971 hasta el 19 de marzo de 1978. A Reiner también se le atribuye la escritura de tres de los episodios de la serie.[14]
- Danielle Brisebois como Stephanie Mills, la simpática hija de nueve años de Floyd, el primo de Edith, que es habitual durante toda la novena temporada. A pesar de ser linda y tener un lado dulce, es inteligente, astuta y hace sus propios comentarios a Archie de vez en cuando. Los Bunkers la acogen después de que su padre la abandone en la puerta de su casa en 1978 (más tarde les extorsiona para que se queden con ella). Permaneció en el programa durante su transición a Archie Bunker's Place, y apareció en las cuatro temporadas de este último programa.

## Series derivadas
Todo en familia dio origen a exitosas comedias de mediados y fines de los años 1970, empezando por Maude (1972-78, protagonizada por Bea Arthur, cuyo personaje era la prima de Edith, Maude llegó a tener un spin-off propio, Buenos tiempos (1974-79). Luego en 1975 se estrenó Los Jefferson, que resultó durar más tiempo en el aire que la serie original. Otra serie derivada, Gloria (1982-3), tuvo su origen en la secuela Archie Bunker's Place.